# Booker Moore
Booker Thomas Moore (Tallahassee, 23 giugno 1959 – Flint, 20 settembre 2009) è stato un giocatore di football americano statunitense che ha militato nel ruolo di running back nella National Football League (NFL).

## Carriera
Moore al college giocò a football con i Penn State Nittany Lions. Fu scelto dai Buffalo Bills come 28º assoluto nel Draft NFL 1981. Giocò per quattro stagioni con la squadra, apparendo in 51 partite dal 1982 al 1985. Nella sua stagione da rookie non disputò alcuna gara come titolare, terminando con 38 yard corse su 16 tentativi. Nella sua seconda stagione disputò 11 gare come partente. Nella sconfitta per 28-23 contro i Baltimore Colts corse 53 yard su 12 tentativi, prendendo il posto del titolare Roosevelt Leaks. Anche se nella stagione successiva disputò 15 partite come titolare, la sua produzione rimase bassa, correndo 84 yard su 24 tentativi. Nell'ultima stagione segnò il suo unico touchdown su corsa in carriera contro i Cleveland Browns. Poco dopo essere stato scelto nel draft gli fu diagnosticata la sindrome di Guillain-Barré.